# فيصل محمد
فيصل محمد (بالإنجليزية: Faisal Mohammed)‏ (7 مايو 1991 في أكرا في غانا – )؛ هو لاعب كرة قدم كان يلعب كمهاجم.

## وصلات خارجية
- فيصل محمد على موقع Soccerway.com (الإنجليزية)
- فيصل محمد على موقع عالم كرة القدم.نت (الإنجليزية)